# Pisidia (djur)
Pisidia är ett släkte av kräftdjur som beskrevs av Leach 1820. Pisidia ingår i familjen porslinskrabbor.
Släktet innehåller bara arten Pisidia longicornis.